# Hansjörg Riehm
Hansjörg Riehm (* 2. März 1933 in Herrenberg) ist ein deutscher Kinderarzt und ehemaliger Hochschullehrer, der sich um die Erforschung und Therapie von hämatologischen und onkologischen Erkrankungen bei Kindern verdient gemacht hat.

## Leben
Riehm wurde 1933 in Herrenberg geboren. Er studierte von 1952 bis 1957 Humanmedizin in Tübingen, Kiel, Innsbruck und Berlin und promovierte 1959. Nach seiner Medizinalassistenzzeit begann er 1960 seine Ausbildung zunächst als wissenschaftlicher Assistent am Pathologischen Institut der FU Berlin. Ab 1967 arbeitete er als Assistenzarzt in der Kinderklinik der FU Berlin und legte 1967 die Prüfung zum Facharzt für Pädiatrie ab.
Danach folgte bis 1969 ein Forschungsaufenthalt am Memorial Sloan-Kettering Cancer Center in New York, wo er über die biologische Charakterisierung der Resistenz von Tumorzellen gegen Zytostatika forschte. Er habilitierte sich 1970 mit dem Thema Mechanismen der zellulären Resistenz gegen antineoplastische Antibiotika in in vitro Untersuchungen und arbeitete zunächst als Oberarzt und ab 1972 als Professor und Leiter der Abteilung für Pädiatrische Onkologie und Hämatologie in der Kinderklinik der FU Berlin. 1984 wechselte er an die Medizinische Hochschule Hannover, wo er die Leitung der Pädiatrisch-Onkologischen Abteilung im Zentrum Kinderheilkunde und Humangenetik der MHH übernahm.
Nach seiner Emeritierung 1997 arbeitete er bis 2000 als Visiting Professor am Children Cancer Center von Dr. Boldrini in Campinas, Brasilien.

## Ehrungen und Auszeichnungen
- 1973 Kind-Philipp-Preis für Leukämieforschung
- 1979 Johann-Georg-Zimmermann-Preis für Krebsforschung
- 1985 Ehrenmitgliedschaft der Chilenischen Gesellschaft für Hämatologie
- 1986 Deutscher Krebspreis, klinischer Teil
- 1989 Ehrenmitgliedschaft der Böhmischen Gesellschaft für Onkologie
- 1992 Ehrenmitgliedschaft der Ungarischen Gesellschaft für Pädiatrie
- 1992 Ehrendoktor der Medizinischen Universität Warschau
- 1994 Ehrenmitgliedschaft der Südafrikanischen Gesellschaft für Pädiatrie
- 1994 Ehrendoktor der Katholischen Universität Santiago de Chile
- 1995 Ehrenmitgliedschaft der Katalanischen Gesellschaft für Pädiatrie
- 1996 Deutsche Krebshilfe Preis – für die Verbesserung der Behandlungsmöglichkeiten bei Kindern mit akuter lymphatischer Leukämie.
- 1997 Ehrenmitgliedschaft der Gesellschaft für Pädiatrische Onkologie und Hämatologie
- 1998 Ehrenmitgliedschaft der Chilenischen Gesellschaft für Pädiatrie
- 1998 Ehrenmitgliedschaft der Österreichischen Gesellschaft für Hämatologie und Onkologie
- 2000 Ehrenmitgliedschaft der Polnischen Gesellschaft für Pädiatrische Hämatologie und Onkologie
- 2001 Ehrenmitgliedschaft der Deutschen Gesellschaft für Kinderheilkunde
- 2002 Gold Medal for Cancer Research der Zweiten Medizinischen Fakultät der Karls-Universität Prag
- 2003 European Award der International Society of Pediatric Oncology (SIOP)
- 2003 Congressional Record of Honor des Senats der Vereinigten Staaten
- 2007 Ehrendoktor der Medizinischen Universität Wrocław
- 2007 Bundesverdienstkreuz erster Klasse
- 2009 Ehrenmitgliedschaft der Amerikanischen Akademie für Pädiatrie
- 2009 Scientific Award der Universität Mailand-Bicocca
- 2011 Otto-Heubner-Preis der Deutschen Gesellschaft für Kinder- und Jugendmedizin[1]
- 2012 Ehrenprofessor der Medizinischen Fakultät der Universidad de Chile
- 2013 Ehrenmitglied der Deutschen Gesellschaft für Hämatologie und Medizinische Onkologie[2]

Die Medizinische Hochschule Hannover vergibt seit 2000 alle zwei Jahre den „Hansjörg Riehm Preis für Exzellenz in der Pädiatrischen Onkologie“ für Forschungen die leukämiekranken Kindern helfen.